# طارق الفيلكاوي
طارق أحمد الفيلكاوي، هو مخرج كويتي أخرج العديد من البرامج الثقافية والعلمية والمنوعة.
خريج معهد الدراسات الموسيقية
حاصل على الجائزة الذهبية للإخراج مهرجان القاهرة للإذاعة والتلفزيون 1998 مدرب ومحاضر في العديد من الدورات التدريبية في الإخراج والهندسة الصوتية.